# گونار تالبرگ
گونار تالبرگ (انگلیسی: Gunnar Tallberg; ۲۳ دسامبر ۱۸۸۱ – ۲۷ اوت ۱۹۳۱) قایقران، اهالی کسب‌وکار، و قایقران قایق بادبانی اهل فنلاند بود.